# Rory O'Donnell (1er comte de Tyrconnel)
Rory O'Donnell (irlandais: Rudhraighe Ó Domhnaill) (1575 – 18 juillet/28 juillet 1608) est le  25e et dernier O'Donnell ou Ua Domhnaill, roi de Tyrconnell et le 1er comte de Tyrconnell, sa famille n'a pas hérité de son titre ni de ses domaines en Tyrconnell.

## Premières années
Rory O'Donnell est l'un des neuf enfants connus de  Hugh O'Donnell, qui règne de 1566 jusqu'à son abdication en faveur du fils aîné né de sa seconde épouse, Hugh Roe O'Donnell, en 1592. À cette époque les enfants nés de son premier mariage avaient été désavoués ou tués, sans doute sous l'influence de son épouse écossaise  Iníon Dubh (en).

## Chef du clan O'Donnell
En 1602, O'Donnell succède à son frère Hugh Roe O'Donnell comme 25e chef du clan. Il fait sa soumission à Londres au nouveau roi, Jacques Ier, et il est créé 1er comte de Tyrconnel par lettres  patentes du 27 septembre 1603, avec le titre substitution de  Baron de Donegal destiné à son héritier présomptif.

## Fuite des comtes
À partir de 1605, le nouveau Lord Deputy d'Irlande, Sir Arthur Chichester, commence à réduire les libertés religieuses et celles  des deux comtes Hugh O' Donnel et  Hugh O'Neill. Ces derniers espérant peut-être contre toute espérance trouver un appui auprès du Pape
font venir en secret un navire de France et le 14 septembre 1607, ils s'embarquent du Lough Swilly avec leurs familles et leurs suites pour se réfugier dans les domaines de la couronne d'Espagne Flandres puis à Rome. La Fuite des comtes fut considérée par les autorités anglaises comme un aveu de trahison. Tyrconnell meurt à Rome en 1608 et l'année suivante un projet de plantations en Ulster est publié,

## Décès et inhumation
O'Donnell meurt à Rome entre le 18 et le 28 juillet 1608 après un court séjour à Ostie d'une fièvre, probablement la malaria. Selon la tradition de ses prédécesseurs il est inhumé dans un habit de Franciscain. Il a une tombe princière dans l'église de San Pietro in Montorio sur la colline du Janicule. Cette église a été commandée par le roi Ferdinand et la reine Isabelle d'Espagne, et marque un emplacement traditionnel de la crucifixion de saint Pierre. Historiquement sous protection espagnole, il fait maintenant partie d'un monastère franciscain et jouxte une académie royale espagnole sous la garde de l'ambassade d'Espagne à Rome. La pierre tombale d' O'Donnell est une dalle sous un tapis posé devant le maître-autel de cette église.

## Union et postérité
Rory O'Donnell avait épousé Bridget, fille du 12e comte de Kildare, dont il eut 
deux enfants : 
- Hugh  qui lui succède comme 2e comte titulaire de Tyrconnel.
- Mary.

Après sa mort Bridget épouse Nicholas Barnewall, 1er Vicomte Barnewall (1592-1663) avec qui elle a cinq fils et quatre filles.